# Andreas Tacke
Andreas Tacke (* 1954) ist ein deutscher Kunsthistoriker.

## Leben
Nach dem Studium der Architektur an der Fachhochschule Münster (Dipl.-Ing.) und der TU Berlin sowie kurzer Berufstätigkeit studierte Tacke Kunstgeschichte, Soziologie und Philosophie an den Universitäten in Bonn, Münster und Berlin mit mehreren längeren Aufenthalten in Italien, vorwiegend in Rom. Das Studium schloss er mit dem Magister artium an der FU Berlin ab. Darauf folgten seine Promotionen an der TU Berlin in Kunstgeschichte (Dr. phil.) und in Architektur (Dr.-Ing.). Anschließend, finanziert durch den J. Paul Getty Trust, wurde er als Mitarbeiter des Germanischen Nationalmuseums in Nürnberg mit der Bearbeitung und Publikation des Bestandskataloges der Barockgemälde betraut. Danach folgten Jahre als Hochschulassistent und später als akademischer Rat an der Universität Augsburg. Im Jahr 2000 habilitierte sich Andreas Tacke in den Kunstwissenschaften an der TU Berlin. Er nahm Vertretungs- und Gastprofessuren in Kassel, Jena, Kiel, Marburg, Heidelberg, Graz und Trier wahr. 2004 erhielt er den Ruf auf den Lehrstuhl für Kunstgeschichte der Universität Trier, den er im Folgejahr annahm. Ende 2019 trat er in den Ruhestand. Andreas Tacke ist verheiratet und hat zwei Kinder.

## Forschungsschwerpunkte und Projekte
Forschungsschwerpunkt ist die deutsche Kunst- und Kulturgeschichte mit ihren europäischen und außereuropäischen Implikationen sowie die Wissenschaftsgeschichte der Frühen Neuzeit und Neuzeit. Seine Lehre (er wurde von 2011 bis 2016 wegen seines EU-Projektes „artifex“ teilweise vertreten durch Dagmar Eichberger) umfasst die europäische und nordamerikanische Kunstgeschichte bis zur Gegenwart und Andreas Tacke integriert dabei praxisorientierte studentische Projekte; daraus sind Ausstellungen und zahlreiche Publikationen entstanden.
Neben seiner Lehrtätigkeit ist er auch als Kurator oder wissenschaftliches Beiratsmitglied bei Ausstellungen im In- und Ausland sowie als Katalogautor tätig. Im November 2010 wurde ihm für sein Projekt artifex (Laufzeit 2011–2016) durch den Forschungsrat der Europäischen Kommission (ERC) im Bereich Social Sciences and Humanities ein „ERC Advanced Grant“ verliehen. 2011 gründete er an der Universität Trier die Trierer Arbeitsstelle für Künstlersozialgeschichte (TAK).

## Publikationen

### Monografien
- Die deutschen Gemälde des 17. Jahrhunderts, Kritischer Bestandskatalog (Staatliche Museen zu Berlin, Gemäldegalerie). Bearbeitet unter Mitwirkung von Rainer Michaelis, mit technologischen Befunden von Ute Stehr, Sandra Stelzig und kostümkundlichen Beiträgen von Christine Waidenschlager. Petersberg 2020. ISBN 978-3-7319-0905-7.
- „Der Mahler Ordnung und Gebräuch in Nürmberg“. Die Nürnberger Maler(zunft)bücher ergänzt durch weitere Quellen, Genealogien und Viten des 16., 17. und 18. Jahrhunderts. Bearbeitet von Heidrun Ludwig, Andreas Tacke und Ursula Timann. In Zusammenarbeit mit Klaus Frhr. von Andrian-Werburg und Wiltrud Fischer-Pache. Genealogien und Viten Friedrich von Hagen, Register Friedrich von Hagen und Andreas Tacke; hrsg. von Andreas Tacke. Deutscher Kunstverlag, München/Berlin 2001, ISBN 3-422-06343-9.
- Die Gemälde des 17. Jahrhunderts im Germanischen Nationalmuseum, Bestandskatalog. Philipp von Zabern, Mainz 1995, ISBN 3-8053-1713-1.
- Kirchen für die Diaspora. Christoph Hehls Berliner Bauten und Hochschultätigkeit 1894–1911 (= Die Bauwerke und Kunstdenkmäler von Berlin. Beiheft 24). (Ing.-Diss. Berlin 1992). Gebrüder Mann, Berlin 1993, ISBN 3-7861-1690-3.
- Der katholische Cranach. Zu zwei Großaufträgen von Lucas Cranach d. Ä., Simon Franck und der Cranach-Werkstatt 1520–1540 (= Berliner Schriften zur Kunst. 2). (Phil. Diss. Berlin-West 1989). Philipp von Zabern, Mainz 1992, ISBN 3-8053-1228-8.

### Herausgeberschaften
- mit Berthold Hinz (Hrsg.): Architekturführer Kassel/Architectural Guide. Reimer, Berlin 2002, ISBN 3-496-01249-8.